# クリープショー2/怨霊
『クリープショー2/怨霊』（クリープショー2 おんりょう、原題: Creepshow 2）は、1987年に公開されたマイケル・ゴーニック監督によるアメリカ合衆国のオムニバス形式のホラー映画であり、『クリープショー』の続編である。

## 概要
ゴーニックは前作の撮影監督であり、脚本は前作の監督であったジョージ・A・ロメロが手掛けた。主演はロイス・チャイルズ、ジョージ・ケネディ、ドロシー・ラムーア、トム・サヴィーニ。スティーブン・キングの原作を再び映画化し、「木彫りのインディアン酋長」、「筏（いかだ）」、「ヒッチハイカー」の3つのホラーパートが製作された。
前作とは異なり、『クリープショー2/怨霊』には5つの物語ではなく3つの物語しか収録されていない。当初、「ピンフォール」と「地獄から来た猫」の2編が追加される予定だったが、予算の関係で白紙になった。しかし、後者はのちに『フロム・ザ・ダークサイド 3つの闇の物語』にて映像化されている。
この映画は、1996年に亡くなったドロシー・ラムーアの遺作となった。

## あらすじ

### プロローグ
メイン州デクスターの小さな町で、配達トラックが新聞販売店に停車する。少年ビリーは熱心に自転車でトラックを追いかける。トラックの後ろのシャッターが開くと、クリープが現れ、『クリープショー』の最新号（前作のラストシーンに登場したコミックと同じ表紙）を置いて消える。ビリーは最新号を手に取り、読み始める。

### 第1話「木彫りのインディアン酋長」
レイとマーサのスプルース夫妻は小さな町で雑貨店を営む老夫婦で、店先には『木彫りのインディアン酋長』と名付けられた葉巻屋のインディアン人形が飾られている。スプルース夫妻のもとを、地元のネイティブ・アメリカン部族の酋長ベンジャミン・ホワイトムーンが訪れ、部族が負った借金の担保として、部族の神聖な宝であるターコイズの宝石の入ったバッグを渡す。
その夜、スプルース夫妻は、ショットガンで武装したベンジャミンの別居中の甥サム・ホワイトムーンと、彼の友人アンディ・キャバノーとヴィンス・グリベンスの3人の強盗に襲われる。争っているうちにサムの銃が暴発し、マーサを射殺してしまう。サムはレイも撃ち殺すと、宝石を奪い取って仲間とともに逃げ去る。彼らが去った後、酋長人形が息を吹き返し、強盗たちを追う。彼はヴィンスを複数の矢で射抜き、アンディをトマホークで惨殺し、狩猟用ナイフでサムの頭皮を剥ぐ。翌朝、ベンジャミンが目を覚ますと、ベッドの上にターコイズの宝石が置かれていた。彼が廃墟となった雑貨店を訪れると、酋長人形は店先に戻っており、サムから剥がした頭皮と血まみれのナイフを持っていた。

### 幕間1
町の郵便局で、ビリーは店員のヘイグ氏からハエトリグサの球根が入った小包を受け取る。ビリーは小包の代金を支払い、家路につく。郵便局のカウンター裏からクリープが現れ、次の物語が始まる。

### 第2話「筏（いかだ）」
10月中旬、ディーク・ラバーン・ランディ・レイチェルの4人の大学生は、文明から遠く離れた荒涼とした湖、カスケード・ビーチに遊びにやってきた。湖の真ん中にある木製のいかだまで泳いでいたランディは、見えない力によってアヒルが水中に引きずり込まれるのを目撃する。4人全員がいかだに乗り込むと、ランディが水面に浮かぶ油膜のような黒くて大きなブロブのような生き物を発見した。レイチェルがいかだから身を乗り出してその生き物に触ろうとすると、その生き物はレイチェルをつかんで湖に引きずり込み、彼女を溶かしてしまう。パニックに陥った3人は、今はオフシーズンであること、つまり彼らを救助してくれるであろう管理人がいないことを思い出す。
時間が経つにつれ、ディークは岸まで泳いで助けを呼び戻そうと計画する。しかし、彼が逃げ出す前に、ブロブはいかだの隙間からしみ出し、ディークの足をつかんでいかだの下に引きずり込み、彼を殺してしまう。ランディとラバーンは、ブロブがまだ空腹であることに気づき、いかだの下から自分たちを捕まえようとするのをなんとか回避した。夜になると、ランディとラバーンは交代でブロブを見張り、やがて互いの腕の中で眠りに落ちる。
翌朝、ランディは自分とラバーンがまだ生きていることに気づく。ランディはラバーンをいかだの上に寝かせ、眠っている彼女の体にキスと愛撫を始める。するとラバーンは苦悶の悲鳴を上げながら目を覚ました。ブロブがいかだの隙間から浸透して彼女の顔の半分を覆い溶かしており、ランディは恐怖する。ブロブが彼女をいかだから引きずり下ろし、捕食し始めると、ランディはいかだから飛び降り、岸まで泳ぎ着こうとする。かろうじて泳ぎ着いたランディは、「お前に勝ったぞ！」と叫ぶ。しかし、ブロブは波のように水面から立ち上がり、ランディを飲み込む。
ブロブは湖に戻り、脱ぎ捨てられた服とアイドリングしている車以外に彼らの痕跡は残らなかった。彼らは知らなかったが、うっそうとした草木の陰にかろうじて見えるところに、「遊泳禁止」の標識があった。

### 幕間2
郵便局からの帰り道、ビリーは近所のいじめっ子集団に待ち伏せされる。ライノという名前のいじめっ子のリーダーは、ビリーの小包を奪い、ハエトリグサの球根を見つけて足で踏み潰す。報復としてビリーはライノの股間を蹴り、いじめっ子たちが追いかけてくる中逃走する。ビリーが逃げると、木の陰からクリープが現れ、最後の物語が始まる。

### 第3話「ヒッチハイカー」
メイン州の女性実業家アニー・ランシングは不倫をしており、ジゴロの愛人と寝た後、目を覚ましてベッドから起き上がる。弁護士の夫ジョージが帰宅するまであと15分しかないことに気づいたアニーは、車に飛び乗り、数マイル離れた自宅へと急ぐ。運転中にタバコの火をこぼしたことに気を取られたアニーは、滑りやすいコーナーで車のコントロールを失い、ドーバー行きのヒッチハイカーを轢いてしまう。誰もその出来事を目撃していないことを確認したアニーは、そのまま走り去る。しかし、彼女が立ち去った直後、トラック運転手、通行人2人、そしてひき逃げを警察に通報したジョージで辺りはごった返していた。
数マイル離れた場所で、アニーは自分のしたことを考え、一時は自首することも考えたが、結局のところ誰も自分の罪を知らないであろうと結論づけ、すべてうまくいくと考える。しかし、先程轢いたヒッチハイカーが突然窓の外に現れ、「奥さん、乗せて下さい！」と何度も繰り返す。アニーは恐怖のあまりスピードを上げるが、ヒッチハイカーはサンルーフから手を伸ばして彼女をつかむ。彼女は道を外れて森の中を走り、低く垂れ下がった枝でヒッチハイカーを屋根から叩き落とす。しかしヒッチハイカーが再び現れ、助手席のドアを開ける。アニーはリボルバーで彼を何度も撃つが、殺すことはできなかった。彼女は彼を車から蹴り出し、何度も轢き潰した。なおも彼女に追いすがるヒッチハイカーはボンネットに登り、「DOVER」と書いてあったボードを掲げる。しかしそこには「お前が殺した」と書かれていた。アニーは再び車のコントロールを失い、道を外れて坂を下り、木にぶつかる。アニーはヒッチハイカーを車で何度も同じ木に叩きつけ、その過程で自らも気絶してしまう。
しばらくして、アニーは目覚める。ヒッチハイカーの姿はどこにも見当たらず、アニーはあの体験はすべて悪夢だったと考え、再び車に乗ってジョージより早く家路につく。ガレージで彼女が車から降りようとすると、ヒッチハイカーは無残な姿になりつつも車の下から這い出てきて「奥さん、乗せて下さい！」と叫びながら彼女に襲いかかる。ガレージのドアが勢いよく閉まり、車内に煙が充満し始める。
やがてジョージが帰宅すると、アイドリングしている車の中でアニーが一酸化炭素中毒で死んでいた。ヒッチハイカーの持っていた血まみれの「DOVER」のボードが彼女の膝の上に置かれていた。

### エピローグ
配送トラックの中で、クリープは走り去る準備をし、観客に別れを告げるが、そこでまだいじめっ子たちに追われているビリーを見つける。ビリーは追手を、制御不能な植物が群生する空き地へと誘導した。ライノが壊した球根は、ビリーが最初に注文したものではなかった。周囲の雑草から巨大な5本のハエトリグサが出現し、全てのいじめっ子集団を食い殺す(1人は画面外に逃げた可能性がある)。
クリープは嬉しそうに笑い、クリープショーの最新号を別の町に届けるために車を走り去る。
スタッフロール後のシーンで、次のような文章が登場する。

## キャスト
| 役名                              | 俳優                           | 日本語吹替                                      |
| 役名                              | 俳優                           | テレビ東京版                                    |
| プロローグ・エピローグ            | プロローグ・エピローグ         | プロローグ・エピローグ                          |
| --------------------------------- | ------------------------------ | ----------------------------------------------- |
| ビリー                            | ドメニック・ジョン             | 羽村京子                                        |
| クリープ                          | トム・サヴィーニ               |                                                 |
| クリープ(声)                      | ジョー・シルバー               | 大塚周夫                                        |
| アニメーション声優1               | ブライアン・ノート             |                                                 |
| アニメーション声優2               | マーク・ステファン・デルガット |                                                 |
| アニメーション声優3               | ジェイソン・レイト             |                                                 |
| アニメーション声優4               | P.J.モリソン                   |                                                 |
| アニメーション声優5               | クラーク・アッターバック       |                                                 |
| 第1話「木彫りのインディアン酋長」 |                                |                                                 |
| レイ・スプルース                  | ジョージ・ケネディ             | 藤本譲                                          |
| マーサ・スプルース                | ドロシー・ラムーア             | 京田尚子                                        |
| ベンジャミン・ホワイトムーン      | フランク・サルセード           | 辻村真人                                        |
| サム・ホワイトムーン              | ホルト・マッキャラニー         | 大塚明夫                                        |
| カーリー                          | フィリップ・ドーア             |                                                 |
| ヴィンス・グリベンス              | デヴィッド・ホルブルック       |                                                 |
| アンディ・キャバノー              | ドン・ハーヴェイ               |                                                 |
| 木彫りのインディアン酋長          | ダン・カミン                   |                                                 |
| アンディの父                      | ディーン・スミス               |                                                 |
| アンディの母                      | シャーリー・ソンデレッガー     |                                                 |
| インディアン1                     | カルティ・ナポレオン           |                                                 |
| インディアン2                     | モルトビー・ナポレオン         |                                                 |
| インディアン3                     | タイローン・トント             |                                                 |
| 第2話「筏（いかだ）」             |                                |                                                 |
| ディーク                          | ポール・サッターフィールド     | 玄田哲章                                        |
| ラバーン                          | ジェレミー・グリーン           |                                                 |
| ランディ                          | ダニエル・ビアー               | 神谷和夫                                        |
| レイチェル                        | ペイジ・ハンナ                 |                                                 |
| 第3話「ヒッチハイカー」           |                                |                                                 |
| アニー・ランシング                | ロイス・チャイルズ             | 弥永和子                                        |
| アニーの愛人                      | デヴィッド・ビークロフト       | 大塚明夫                                        |
| ヒッチハイカー                    | トム・ライト                   | 野本礼三                                        |
| ジョージ・ランシング              | リチャード・パークス           |                                                 |
| トラック運転手                    | スティーヴン・キング           |                                                 |
| 事故現場の女性                    | シェレ・ブライソン             |                                                 |
| 日本語版制作スタッフ              |                                |                                                 |
| 演出                              | 演出                           | 小山悟                                          |
| 翻訳                              | 翻訳                           | たかしまちせこ                                  |
| 効果                              | 効果                           | リレーション                                    |
| 調整                              | 調整                           | 熊倉亨                                          |
| 担当                              | 担当                           | 岩渕昇                                          |
| プロデューサー                    | プロデューサー                 | 伊藤新三 三島良広                               |
| 制作                              | 制作                           | テレビ東京 東北新社                             |
| 制作協力                          | 制作協力                       | テレビハウス                                    |
| 解説                              | 解説                           | 木村奈保子                                      |
| 初回放送                          | 初回放送                       | 1989年7月20日 『木曜洋画劇場』 (ノーカット放送) |

- 日本語吹替はハピネットから2014年7月2日に発売されたBlu-rayに収録[5]。

## 製作
当初、この映画は1作目と同様に5つのストーリーで構成される予定であり、そのうちの2つは「ピンフォール」と「地獄から来た猫」で構成されていた。しかし、この2つの短編は、映画の予算の関係で映画からカットされた。
後に『フロム・ザ・ダークサイド 3つの闇の物語』で使用されることになる「地獄から来た猫」は、裕福な老人が、彼が住む邸宅内で他の3人を殺したと思われる黒猫に次は自分が殺されるのではないかと恐れ、10万ドルで殺し屋を雇うものの、猫はすぐに二人に対して壮大な復讐を果たすという内容だった。
「ピンフォール」は「木彫りのインディアン酋長」の次に挿入される予定だったストーリーであり、年老いた大富豪が所有するボウリング場で、レジ・メンとバッド・ニュース・ブアーズからなる2つのライバルチームが競い合うというストーリーだった。オーナーは間もなく不慮の事故で死亡し、その後両チームは、オーナーが最も高いスコアを出した者に500万ドルを与えることを知る。やがて、レジ・メンチームが意図的に起こした自動車事故で死亡したブアーズメンバーが、焼け焦げた亡霊となって復活し、殺人犯への復讐を果たすという、レジ・メンチームにとって最悪の事態が起こる。別の映画を通じてスクリーンに登場させることができた「地獄から来た猫」とは異なり、「ピンフォール」は撮影されず、映画のオリジナルの脚本以外に登場することもなかった。 しかし、2014 年に、このストーリーはデイル・ティーガーデンによってKickstarterを通じてクラウドファンディングされ、目標額1,000ポンドに対して1,231ポンドがプロジェクトに投入され、支援者たちによって資金調達に成功した。このストーリー自体も『フロム・ザ・ダークサイド 3つの闇の物語』の続編に組み込まれる予定だったが、実現することはなかった。
「筏（いかだ）」の撮影において、ランディ役のダニエル・ビアーは、水が非常に冷たかったために低体温症で死にかけたと語った。スタッフは彼に仕事を続けてほしかったが、監督のマイケル・ゴーニックは、無理に仕事を続ければ俳優が撮影現場を離れて二度と戻ってこなくなるのではないかと恐れ、彼を病院に連れて行った。完全に回復した後、ビアーはなんとか撮影を終えた。

## 公開と反響
この映画は1987年5月1日に劇場公開された。公開初週の週末興行収入は358万4,077ドルで、劇場公開中に1,400万ドルを達成した。
ニューヨーク・タイムズ紙のジャネット・マスリンは、この映画について「3つのそれなりに恐ろしいアイデアがあるが、少ししか展開されていない。エピソードはそこそこ面白いが、それぞれが少し長すぎる。それぞれは1文のあらすじで十分に説明できるでしょう。」と批評した。
バラエティ誌のトッド・マッカーシーは、この映画を「ゾクゾクもスリルもまったくないオムニバス映画。3つの物語すべてが想像力と恐怖が非常に欠如しているため、『世にも不思議なアメージング・ストーリー』や『トワイライト・ゾーン』のような番組ではこれらの話は満足なエピソードとしてさえ採用されなかっただろう。」と酷評した。
ロサンゼルス・タイムズ紙のケヴィン・トーマスは、この映画を「スティーヴン・キングとジョージ・A・ロメロというホラー界の2大巨匠による、まるで残飯のような手抜き続編。両者のファンにはもっといいものがあるはずだ。」と批評した。
ワシントン・ポスト紙のリチャード・ハリントンは、この映画を「どこまでもゆっくりと進んでいく。問題の一部は、キングの短編小説は単に活字の方がうまくいくということだ」と批評した。
オールムービーは回顧レビューで5つ星のうち1.5を与え、「前作より軽快なペースで進み、いくつかの独創的でグロテスクなアクションシーンがあるという長所にもかかわらず、本作は前作に比べてはるかに安っぽく見え、ロメロの巧みな指導が明らかに欠如している（長年の協力者であるマイケル・ゴーニックが監督を引き継いだ）。結果として、キングのグロテスクな感性はあまりうまく発揮されていない。」と批評した。
Rotten Tomatoesでは、この映画の評価は24人の批評家からの支持率は29%、平均点は10点満点で4.5点となっている(2023年8月現在)。サイトのコンセンサスでは、「スティーヴン・キングとジョージ・A・ロメロの感性を融合させた脚本も、この骨なしのアンソロジーを盛り上げることはできない。ストーリーテリングが単純すぎて、本物の恐怖があまりにも軽視されているからだ。」と述べられている。

## 映像メディア
- VHS クリープショー2/怨霊（東映）
- LD クリープショー2/怨霊（東映）
- DVD クリープショー2/怨霊 - 2002年1月11日（JVD）
- Blu-ray クリープショー2/怨霊 HDリマスター版 - 2014年7月2日（ハピネット）